# Bir Zamanlar Çukurova
Bir Zamanlar Çukurova (en español: Érase una vez en Çukurova o conocida como Tierra amarga o Züleyha) es una serie de televisión turca de 2018 producida por Tims & B Productions para ATV.

## Sinopsis
Durante la década de los 70, la pareja de enamorados Züleyha y Yılmaz deciden ocultar sus identidades debido al asesinato que Yilmaz había cometido por proteger a su amada de una agresión sexual, por lo que deciden incursionar un viaje en tren desde Estambul hacia lo desconocido.
El destino los lleva a la fértil región de Çukurova, específicamente a la provincia de Adana, donde deciden hospedarse y trabajar en la granja de Hünkar Yaman junto con su hijo Demir, quien se enamorará de la joven sin saber que su corazón le pertenece a Yılmaz, sin embargo la pareja con el fin de poder obtener hospedaje y trabajo, fingen ser hermanos, algo que Demir no sabrá hasta entonces, pasarán muchas cosas inesperadas.

## Reparto
- Hilal Altınbilek como Züleyha Altun de Yaman/de Gümüşoglu
- Uğur Güneş como Yılmaz Akkaya
- Murat Ünalmış como Demir Yaman
- Vahide Perçin como Hünkar Saraçoğlu de Yaman
- Kerem Alışık como Ali Rahmet Fekeli
- Melike İpek Yalova como Müjgan Hekimoğlu de Akkaya
- Furkan Palalı como Fikret Fekeli
- İbrahim Çelikkol como Hakan Gümüşoglu/Mehmet Kara
- Serpil Tamur como Azize "Haminne" de Saraçoğlu
- Turgay Aydın como Sabahattin Arcan
- Sibel Taşçıoğlu como Şermin Yaman
- İlayda Çevik como Betül Arcan
- Kadim Yaşar como Cengaver "Cengo" Çimen
- Ebru Aytemur como Nihal de Çimen
- Bülent Polat como Gaffur Taşkın
- Selin Yeninci como Saniye de Taşkın
- Selin Genç como Gülten Taşkın de Ciğerci
- Aras Şenol como Çetin Ciğerci
- Polen Emre como Fadik de Kaya
- Şahin Vural como Raşit Kaya
- Yeliz Doğramacılar como Füsun Arman
- Teksin Pircanlı como Nazire
- Hande Soral como Ayla Ümit Kahraman
- Hülya Darcan como Lütfiye Duman
- Mehmet Polat como Hatip Tellidere
- Şirin Öten como Naciye de Tellidere
- Alayça Öztürk como Jülide Yalçınkaya de Arcan
- Esra Dermancıoğlu como Behice Hekimoğlu
- Nazan Kesal como Sevda Çağlayan / Fatma Özden
- Ebru Ünlü como Seher
- Mihriban Er como Sevil de Hekimoğlu
- Funda Pelin Kurt como Emle Akman
- Engin Yüksel como Behzat Hekimoğlu
- Rüzgar Aksoy como Ercüment Akman
- Şebnem Dilligil como Naime
- Alp Özgür Yaşin como Sait Ersoy
- Mustafa Açılan como Veli Erdönmez
- Ömer Fethi Canpolat como Adnan "Yılmaz" Yaman-Akkaya
- Neva Pekuz como Üzüm Tokun Taşkın
- Ergün Metin como Vahap Keskin
- Erkan Bektaş como Abdülkadir Keskin

## Temporadas
| Temporada | Temporada | Episodios | Rango de episodios | Emisión original         | Emisión original    |
| Temporada | Temporada | Episodios | Rango de episodios | Inicio                   | Final               |
| --------- | --------- | --------- | ------------------ | ------------------------ | ------------------- |
|           | 1         | 35        | 1 - 35             | 13 de septiembre de 2018 | 30 de mayo de 2019  |
|           | 2         | 28        | 36 - 63            | 19 de septiembre de 2019 | 9 de abril de 2020  |
|           | 3         | 39        | 64 - 102           | 17 de septiembre de 2020 | 24 de junio de 2021 |
|           | 4         | 39        | 103 - 141          | 9 de septiembre de 2021  | 16 de junio de 2022 |